# General Certificate of Education Advanced Level

Logotipo GCE Advanced Level da University of Cambridge International Examinations.

General Certificate of Education Advanced Level, também conhecido como GCE Advanced Level, A-Level ou Advanced Levels, é uma qualificação acadêmica oferecida por instituições educacionais na Inglaterra, País de Gales e Irlanda do Norte para estudantes finalizando o ensino secundário ou estudos pré-universidade, para os quais há uma preparação de dois anos, geralmente entre os 16 e 17 anos. Não há um limite de quantos A-levels o estudante pode cursar, mas geralmente os alunos estudam até 4 matérias simultaneamente, durante 2 anos. O exame de AS-level é feito no final do primeiro ano (o chamado lower-sixth) e o exame de A-level é feito no final do segundo ano (o chamado upper-sixth).
Vários países da Commonwealth desenvolveram qualificações com o mesmo nome e um formato semelhante aos A Levels britânicos. A obtenção de um nível A, ou qualificações equivalentes, geralmente é exigida para o ingresso na universidade, com as universidades concedendo ofertas com base nas notas alcançadas. Particularmente em Cingapura, seus exames de nível A foram considerados muito mais desafiadores do que no Reino Unido, com a maioria das universidades oferecendo qualificações de entrada mais baixas em relação às notas obtidas em um certificado de nível A de Cingapura.
Os Níveis A são normalmente trabalhados por mais de dois anos. Normalmente, os alunos fazem três ou quatro cursos de A Level no primeiro ano do sexto ano, e a maioria dos quatro diminui para três no segundo ano. Isso ocorre porque as ofertas universitárias são normalmente baseadas em três notas A Level, e tirar uma quarta pode ter um impacto nas notas. Ao contrário de outras qualificações de nível 3, como o International Baccalaureate, os A Levels não têm requisitos de disciplinas específicas, portanto, os alunos têm a oportunidade de combinar as disciplinas que desejam cursar. No entanto, os alunos normalmente escolhem seus cursos com base no grau que desejam obter na universidade: a maioria dos graus exige A Levels específicos para entrada.
Nos cursos modulares legados (última avaliação no verão de 2019), os A Levels são divididos em duas partes, com os alunos em seu primeiro ano de estudo buscando uma qualificação de Subsidiária Avançada, comumente referida como AS ou AS Level, que pode servir como um independente qualificação ou contribuir com 40% das notas para um prêmio A Level completo. A segunda parte é conhecida como A2 ou A2 Level, que geralmente é mais aprofundada e academicamente rigorosa do que o AS. As marcas AS e A2 são combinadas para um prêmio A Level completo. O Nível A2 não é uma qualificação por si só e deve ser acompanhado de um Nível AS no mesmo assunto para certificação.